# Gasparich Márk Kilit
Gasparich Márk Kilit (Cikovlyán, Zala vármegye, 1810. április 2. – Pozsony, 1853. szeptember 2.) ferences szerzetes, hitszónok, az 1848–49-es szabadságharcban tábori lelkész, a szabadságharcot követő függetlenségi szervezkedések résztvevője és vértanúja.

## Élete
Egy muraközi faluban horvát parasztcsalád gyermekeként született, a később Drávaegyházzá változott Cikovlyánon. Tanulmányait a nagykanizsai piarista gimnáziumban végezte, majd 1827-ben belépett a ferences rendbe. 1833-ban pappá szentelték. 1833-tól Szentantalon, 1834-től Türjén volt segédlelkész, majd 1835-től Pesten hitszónokként gyakorolta hivatását. Az 1838-as árvíz idején részt vett a mentési munkákban. 1841-től Székesfehérvárott, 1844-től Szombathelyen, majd 1846-tól Németújváron volt hitszónok és hitoktató.
1848-ban a magyar függetlenség lelkes híveként részt vett a zalai nemzetőrség szervezésében. Tábori lelkészként ott volt a pákozdi csatában, majd októbertől csatlakozott Perczel Mór hadtestéhez. Ettől kezdve a világosi fegyverletételig tábori lelkészként Perczel vezérőrnagy törzskarában szolgált. Az 1849. április 3-ai szenttamási ütközetben ő vezette rohamra a szerb tábort bevevő magyar honvédeket. Az ütközet után Perczel címzetes őrnaggyá nevezte ki.
A szabadságharc bukása után illegalitásban élt. 1850-től Budán, a Császár-fürdőben lakott és álnéven cikkeket írt a Pesti Naplóba. Ekkor ismerkedett meg az utópista szocialista eszmékkel, melyeknek később lelkes hirdetőjévé vált. 1851-től Balatonfüreden élt. Kapcsolatba került a Makk József és Jubál Károly vezette függetlenségi szervezkedéssel, feladata egy vidéki ellenálló csoport létrehozása volt. Ennek szervezése közben 1852 februárjában elfogták. Részvétele sem a szabadságharcban, sem az illegális szervezkedésben nem volt jelentős, de tekintettel utópista szocialista nézeteire, kötél általi halálra ítélték és kivégezték.

## Emlékezete
1943-ban, Muraköz és Csáktornya a perlaki emlékművön kívül Csáktornyán is megörökíttette a lánglelkű magyar szerzetes emlékét ércbe öntött szoborral. A szobrot Margitai József volt tanítóképző-intézeti igazgató unokája, Boldogfai Farkas Sándor szobrászművész készítette teljesen  díjtalanul. Zalaegerszegen a Gasparich Márk utca őrzi emlékezetét.